# ヘーリット・スウェーリンク
ヘーリット・ピーテルスゾーン・スウェーリンク（Gerrit Pietersz. Sweelink、1556年11月1日 - 1612年頃）は、フランドルの画家である。

## 略歴
アムステルダムで生まれたとされる。父親のピーテル・スイベルツゾーン（Pieter Swybbertszoon）はオルガン奏者で、母親の Else (Elsgen) Sweelinckは Johan (Jan) Hendrickszoon Sweelinckという外科医の娘であった。兄のヤン・ピーテルスゾーン・スウェーリンク（1562-1621）は有名な作曲家、オルガン奏者となった。
ネーデルランドの画家の伝記を出版したカレル・ファン・マンデル（1548-1606）によれば、ヤコブ・レナルルツゾーン（Jacob Lenartsz.）というステンド・ガラス画家の弟子をした後、1588年ころから1591年の間はハールレムでコルネリス・ファン・ハールレム（1550-1599）の工房で働いた。日付けのある最も初期の作品は1592年のものである。おそらくアムステルダムに数年間滞在した後、1594年にアントウェルペンに移り、その後、ローマに数年間滞在した後、1600年か1601年頃からアムステルダムで活動した。肖像画や宗教画、神話を題材にした絵画で知られている.。
版画家のヘンドリック・ホンディウス1世（Hendrik Hondius I: 1573-c.1650)が出版した画家などの肖像版画集「Pictorum aliquot celebrium praecipue Germaniae inferioris Effigie」の1612年の版には故人であると言及されていて、1612年ころにアムステルダムで亡くなったとされる。弟子にはピーテル・ラストマン（1583-1633）らがいる。

## 作品

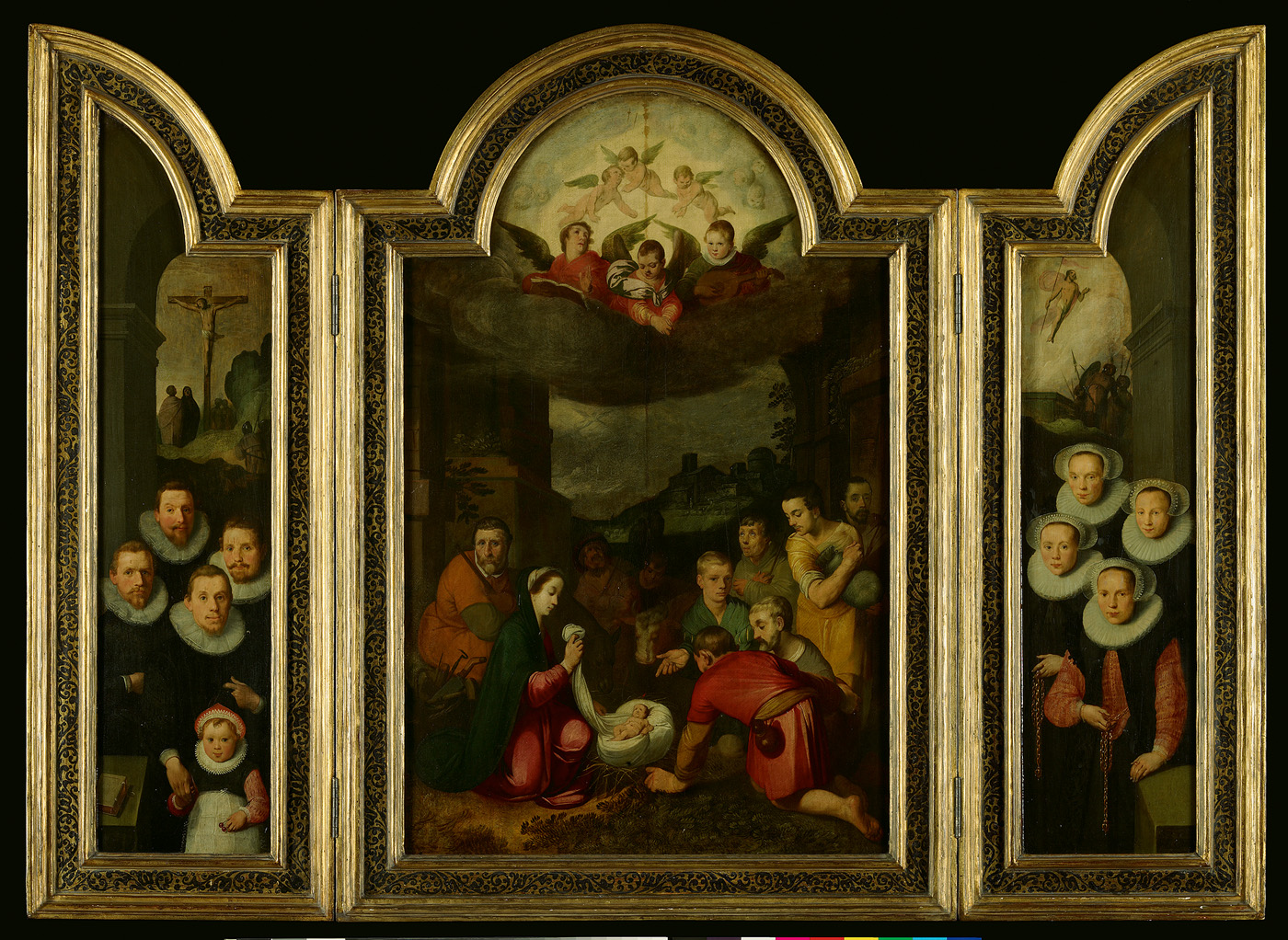
デン・オッター家の三連祭壇画 (1601) アムステルダム博物館
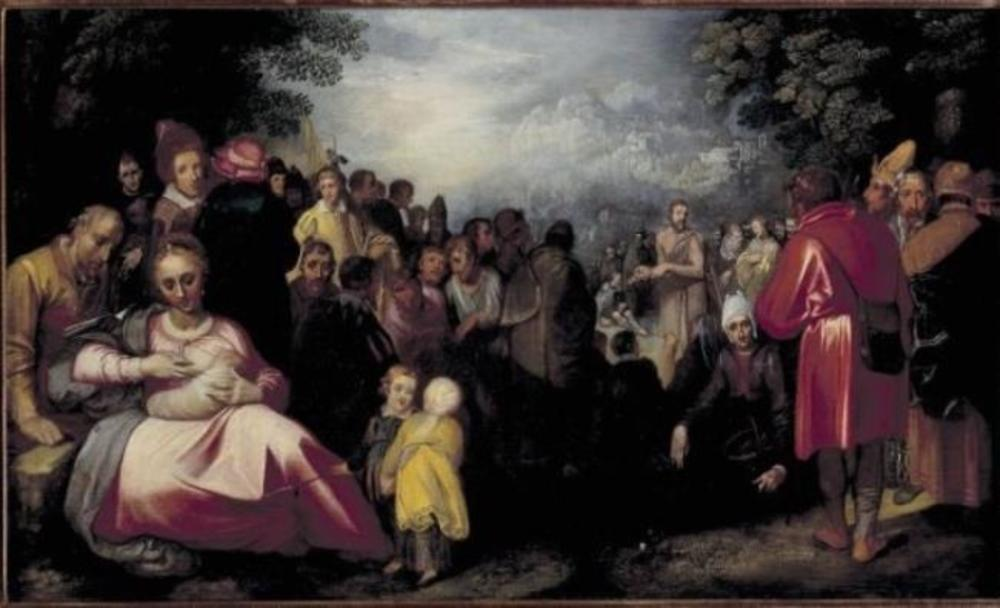
『洗礼者ヨハネの説教』(1606) Museum Catharijneconvent(ユトレヒト)
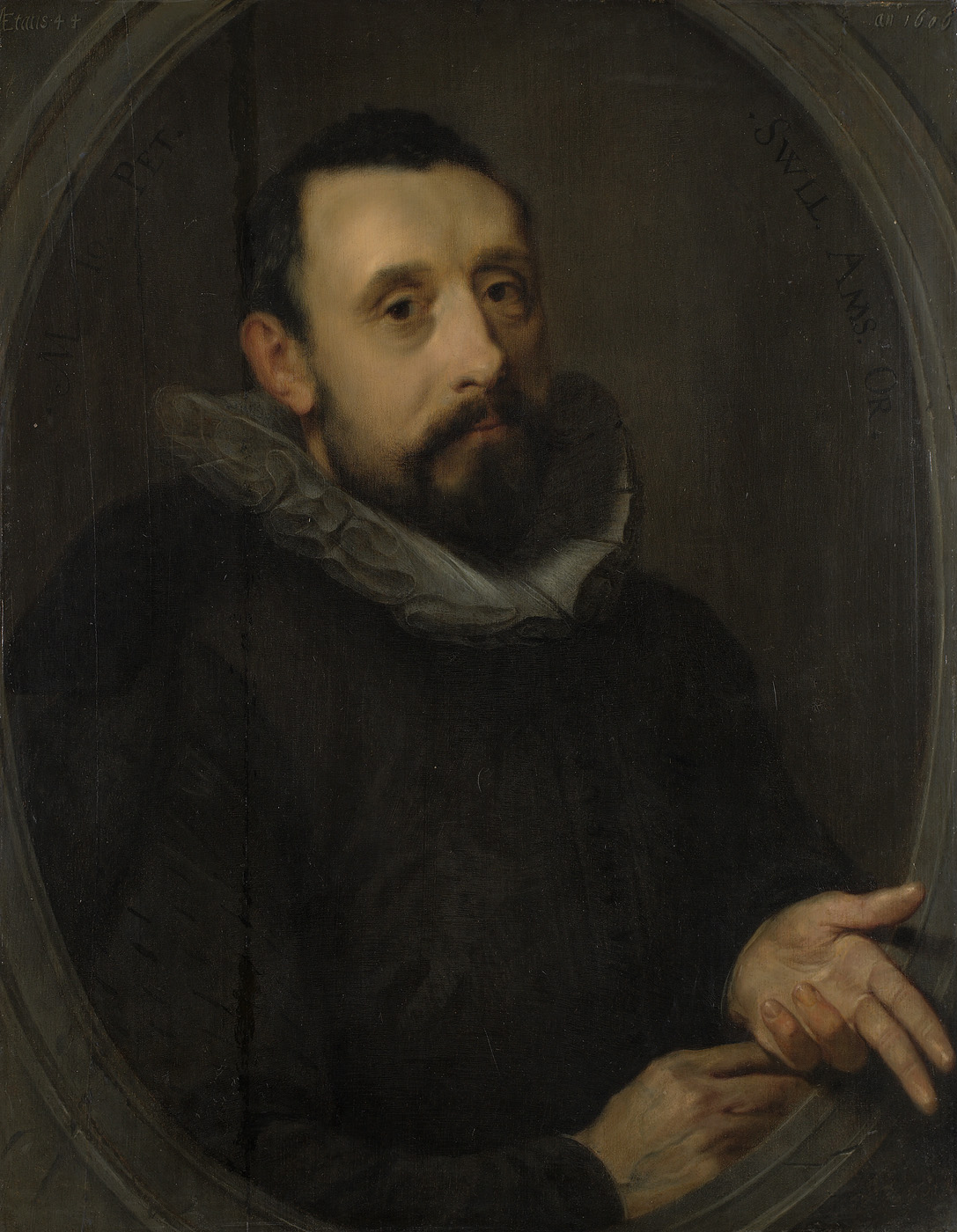
兄のヤン・ピーテルスゾーン・スウェーリンク (1606) デン・ハーグ美術館
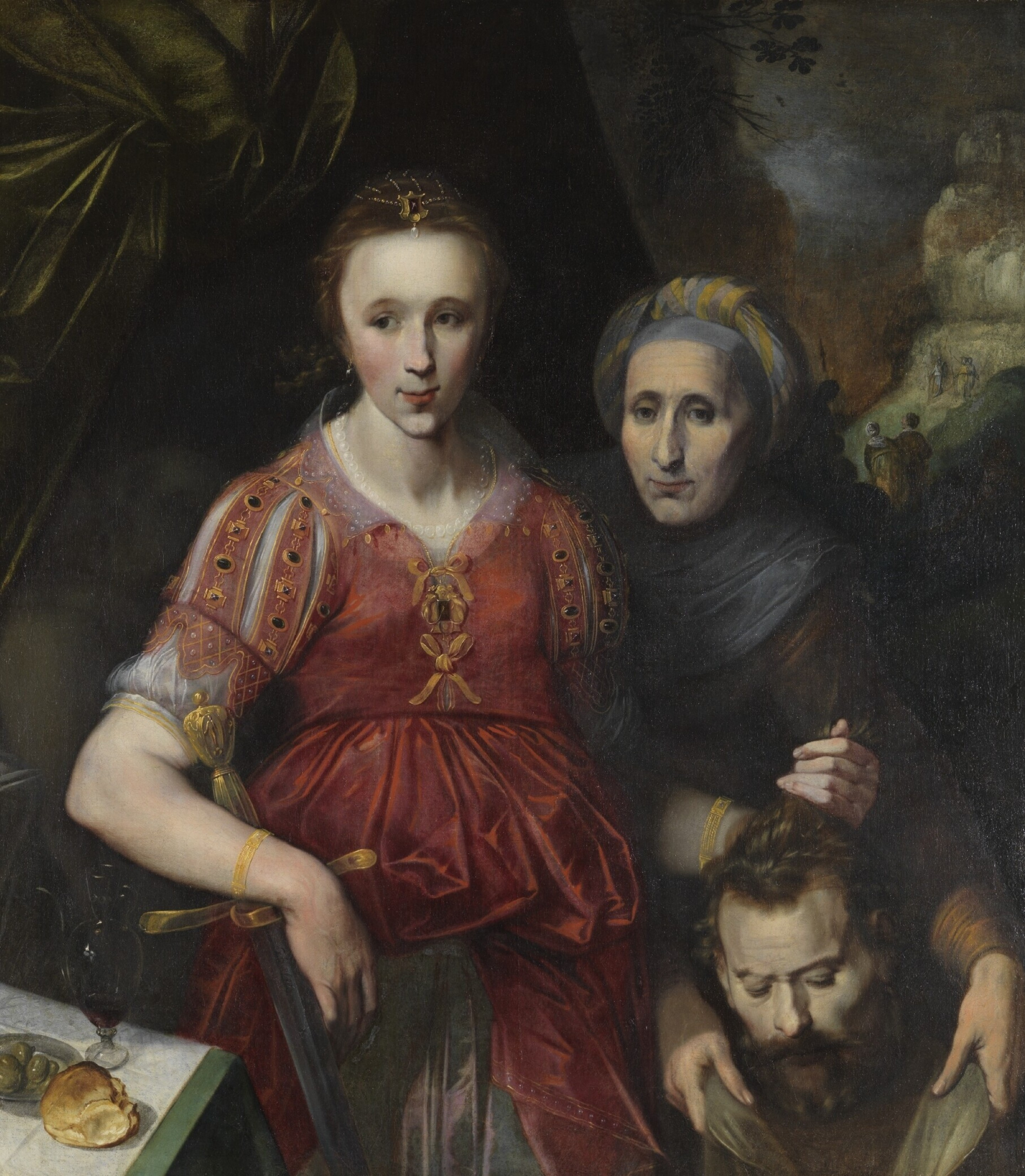
『ホロフェルネスの首を斬るユディト』(1605) ボイマンス・ヴァン・ベーニンゲン美術館